# Louis de Le Hoye
 (septembre 2020).
Si vous disposez d'ouvrages ou d'articles de référence ou si vous connaissez des sites web de qualité traitant du thème abordé ici, merci de compléter l'article en donnant les références utiles à sa vérifiabilité et en les liant à la section « Notes et références ».
Louis Joseph Ghislain de Le Hoye, né le 5 octobre 1786 à Namur et mort le 24 novembre 1863 à Nivelles, est un homme politique belge.

## Fonctions et mandats
- Président du Tribunal de première instance de Namur
- Membre de la Chambre des représentants de Belgique : 1836-